# Joram Mariga
Joram Mariga (Chinhoy, Zimbabue, 1927-Diciembre de 2000) fue un escultor de Zimbabue. Ha sido llamado (y él mismo creía ser) el "padre de la escultura de Zimbabue" debido a su influencia en la comunidad artística local a partir de la década de 1950 y continuando hasta su muerte en 2000. El movimiento escultórico del que formó parte es por lo general referido como "escultura Shona", aunque algunos de sus miembros no son miembros de la etnia Shona.
Mariga murió en diciembre de 2000 poco después de llegar al hospital de la misión Bonda, a raíz de un accidente de coche.

## Primeros años y educación
Nacido cerca de Chinhoyi (antes llamado Sinoia) en 1927, en lo que era Rodesia del Sur, Joram Mariga era de la etnia Shona y habló zezuru, un dialecto local. Era hijo de padres artistas, y con frecuencia pudo ver a su padre y hermanos mayores (Copper y Douglas) en el trabajo de talla de madera; su madre hacía cerámicas. Con ocho o nueve años, empezó a tallar la madera, y en la escuela se unió a las clases de carpintería. Joram fue a la escuela secundaria en Goromonzi y estudió en el Instituto Waddilove. Obtuvo el título de agrónomo y fue empleado por Agritex.·Su carrera como escultor en piedra comenzó en 1957 cuando descubrió algunas esteatitas verdes de Inyanga (Luna), mientras estaba trabajando en Nyanga. Después del trabajo, comenzó a utilizar estas piedras para producir utensilios y pequeñas figuras. Está considerado el primer artista del siglo XX en utilizar ese material en Zimbabue.

## Desarrollo de la escultura de piedra de Zimbabue
Zimbabue Central contiene el "Gran Dique" - una fuente de rocas serpentinas de muchos tipos, incluyendo una dura variedad llamada localmente springstone. Una de los primeros pobladores de la época precolonial, fue la cultura de los pueblos Shona que se asentó en el altiplano alrededor del año 900 y el "Gran Zimbabue", que data de alrededor de 1250-1450 dC, una ciudad de paredes de piedra que evidencia en su arqueología el trabajo cualificado de la piedra. Las paredes estaban hechas de granito de la zona y no se usó mortero en su construcción. Cuando se excavó, se encontraron seis aves de esteatita y un cuenco de talco en el recinto del este del monumento, por lo que el arte en piedra de talco formó parte de las primeras culturas. Sin embargo, la talla en piedra como arte no tuvo una sucesión directa en el tiempo y no fue hasta 1954 cuando comenzó su renacimiento moderno. Fue entonces cuando Frank McEwen se convirtió en asesor de la nueva Galería Nacional de Rodesia que se construyó en Harare, y desde 1955 hasta 1973 fue su director fundador (inaugurada en 1957). La Galería se había previsto para conservar y exponer el arte africano de Harare, pero cuando McEwen creó la Escuela Taller para fomentar nuevos trabajos en pintura y escultura, descubrió el talento latente para la talla en piedra de la comunidad de artistas. Joram fue presentado a McEwen y pronto estuvieron en contacto regular: Mariga expuso habitualmente en la Galería desde 1962, pero siempre trabajó por su cuenta en su tiempo libre y más tarde en su estudio de Greendale, Harare. Posteriormente, McEwen le recordaría así:

La expansión escultórica desarrollada en tan sólo 34 años. Para dar un ejemplo real, entre otros que llegaron de diferentes partes del país estaba Joram Mariga. Él no fue el primero en llegar al taller, pero fue uno de los mejores... Me trajo una pequeña jarra de leche tallada en piedra blanda. ¡Me di cuenta que era una jarra inglesa de leche para un inglés que amaba su té! Le pregunté si podía hacer una cabeza. La cabeza llegó, hecha también para un inglés, en el estilo de arte de aeropuerto que puede ser adquirido por los turistas. "¿Si pudiese hacer usted una figura de su propia familia o sus antepasados?" Le pregunté. "Oh, eso sería diferente." La figura llegó, esta vez dentro del puro concepto de africano - la cabeza alargada, asiento del espíritu, una estática pose frontal, un rostro mirando hacia la eternidad con los brazos formalmente planteados y los puños apretados. Era pre-colombina en la naturaleza, como si un espíritu aplicado a la imagen de piedra pudiese crear resultados similares a pesar de la diferencia de raza, lugar y tiempo.·

En 1967, Joram fue sin duda el escultor principal de Zimbabue, la mayoría de los cuales trabajaban entonces en piedra de talco y una de sus esculturas fue representada en un sello de Rodesia, que forma parte de una serie emitida el 12 de julio de 1967 para conmemorar el décimo aniversario de la apertura de la Galería Nacional de Rodesia. Otros sellos de la serie estaban ilustrados con reproducciones de esculturas de Auguste Rodin, Roberto Crippa y M. Tossini. En 1966, el primer depósito de serpentina Tengenenge fue descubierto por Tom Blomefield pero no está claro si Maringa se enteró de la circunstancia. En octubre de 1968, Joram fue trasladado por Agritex a Katerere; allí fue a buscar piedras para sus esculturas y descubrió las variedades locales de serpentina. La esteatita se daña fácilmente y la serpentina, en particular la variedad conocida como springstone, es una piedra mucho más dura que ha sido ampliamente usada durante los años posteriores. Apropiadamente, la palabra Tengenenge significa "¡el principio del principio!".
El año 1969 fue importante para el movimiento de la nueva escultura, porque era la época en que McEwen tomó un grupo de obras, principalmente de Tengenenge, y las mostró en el Museo de Arte Moderno de Nueva York y otros lugares en los Estados Unidos, recibiendo buenas críticas. También fue el año en que su esposa Mary (nacida McFadden) estableció Vukutu, una granja de esculturas cerca de Inyanga, para que los artistas pudieran trabajar. La lista de nombres de escultores que adquirieron renombre internacional creció, incluyendo a Bernard Matemera, Sylvester Mubayi, Henry Mukarobgwa, Thomas Mukarobgwa, Henry Munyaradzi, Joseph Ndandarika, Bernard Takawira y su hermano John : junto con el propio Joram Mariga formaron la "primera generación "de los nuevos escultores Shona". Todo el trabajo fue recopilado en una exposición denominada Arte de Vukutu presentada en 1971 en el Musée National d'Art Moderne con sede en el Centro Pompidou, y en 1972 en el Museo Rodin, organizada por McEwen, que había vivido y trabajado en París antes de su nombramiento en Harare. Mariga fue miembro de la Junta de Síndicos de la Galería Nacional de Zimbabue desde 1982 hasta 1993.

## Edad adulta, vida y exposiciones
Mariga se casó cuatro veces. Con su primera esposa, Doreen, tuvo una hija, Mary. Su segunda esposa fue Philipa, la madre de Owen, Richard y Robin. Anne fue su tercera esposa, que era la madre de Walter, Daniel, Aarón y Jay. En 1976 se casó con Maud Joram, pero no tuvieron hijos.
Como Jonathan Zilberg ha señalado,· el naciente movimiento de la escultura Shona fue lento en ganar impulso, en parte debido a la actitud generalmente negativa en las décadas de 1960 y 1970 de los europeos locales hacia Frank McEwen y los escultores que alentaba, en lo que seguía siendo un país gobernado por un gobierno de minoría blanca cuya unilateral declaración de independencia en 1965, fue considerada por las Naciones Unidas como racista. De acuerdo con Aeneas Chigwedere, historiador y político de Zimbabue, había en ese momento muy pocos africanos negros con formación que viesen algún valor en lo que Joram Mariga y otros estaban haciendo y no compraron obras de arte que reflejan su propia cultura, a causa del adoctrinamiento por parte de la clase dominante blanca. La importancia de los artistas y sus mecenas en la elaboración del movimiento de la nueva escultura para captar la atención de un público mundial ha sido discutida por Pat Pearce (un escultor que vivió en Nyanga y que presentó a Mariga a McEwen por primera vez) y por Sidney Kasfir.
Gran parte del trabajo de Mariga incluye temas extraídos de la cultura de los pueblos Shona, e incorpora temas tomados de la naturaleza. Él creía que "Se debe evitar el realismo, crear un espacio grande para el cerebro y los ojos grandes, porque las esculturas son seres que deben ser capaces de pensar y ver por sí mismos para la eternidad". Muchas de sus esculturas fueron talladas en springstone pero Joram también utilizó más piedras inusuales, tales como la roca de leopardo (con inclusiones de una serpentina verde y amarillo, leopard rock en inglés), y lepidolita, de color lila morado. Una de las esculturas realizadas en lepidolita, "Spirit of Zimbabwe" (Espíritu de Zimbabue - 1989) fue exhibida en el Parque de Esculturas de Yorkshire en 1990 y el catálogo de la exposición, incluye una imagen (p. 28) y extractos de una entrevista con Mariga (p. 42-43) que le hicieron mientras trabajó en Reino Unido del 22 al 30 de julio de 1990. También incluye (p. 44) una foto de su gran obra “Communicating with the Earth Spirit” (La comunicación con el Espíritu de la Tierra - 1990). En 1989, dos de las obras Mariga fueron muy comentadas en la Exposición del Patrimonio de Zimbabue en la Galería Natitional, donde su exposición individual "Whispering the Gospel of Stone" (Susurrando el gospel de la piedra) había tenido lugar. Una de estas esculturas, titulada "Calabash Man" (El hombre Calabash), aparece retratada en el libro de Celia Winter-Irving de Escultura en Piedra (véase Bibliografía), que también contiene mucho material adicional sobre Joram en su contexto artístico.
El catálogo “Chapungu: Culture and Legend – A Culture in Stone” (Chapungu: tradición y leyenda - una cultura en piedra) para la exposición en los jardines de Kew en el año 2000 representa la escultura de Joram Chief Chirorodziwa (Jefe Chirorodziwa -lepidolita, 1991) en la página 100-101.
Además de ser escultor, Mariga era profesor, contando entre sus alumnos a Crispen Chakanyuka, Bernard y John Takawira y, (todos sus sobrinos), Bernard Manyadure, Kingsley Sambo, y Moses Masaya. También tuvo alumnos de más lejos, habitualmente durante sus viajes.

## Exposiciones individuales y colectivas
- 1962 New African Talent (nuevos talentos africanos), Galería Nacional de Zimbabue
- 1963 New Art from Rhodesia (Arte Nuevo de Rodesia) Commonwealth Arts Festival, Royal Festival Hall, Londres
- 1972 Shona sculptures of Rhodesia (esculturas Shona de Rodesia), Galería ICA de Londres
- 1989 Whispering the Gospel of Sculpture (Susurrando el gospel de la Escultura), Galería Nacional de Zimbabue
- 1989 Zimbabwe op de Berg, Fundación Beelden op de Berg, Wageningen, Países Bajos
- 1990 Zimbabwe Heritage (Patrimonio de Zimbabue) (Galería Nacional de Zimbabue), Auckland, Nueva Zelanda
- 1990 Contemporary Stone Carving from Zimbabwe (Escultura Contemporánea de piedra de Zimbabue), Yorkshire Sculpture Park, Reino Unido
- 1991 The Thirty Five Years (Treinta y Cinco Años), Chapungu Sculpture Park, Zimbabue
- 1993 Talking Stones II, La Galería Eton Contemporánea de Bellas Artes, Berkshire, Reino Unido
- 1994 Joram Mariga: An Exhibition of Recent Sculpture, (una exposición de escultura recientes), Chapungu Sculpture Park, Zimbabue[13]
- 2000 Chapungu: Custom and Legend – A Culture in Stone (Chapungu: tradición y leyenda - una cultura en piedra), Kew Gardens, Reino Unido
- 2001 Tengenenge Art (Arte el principio del principio) Celia Winter-Irving, World Art Foundation, Países Bajos